# Paracoeloglutus chilensis
Paracoeloglutus chilensis är en tvåvingeart som beskrevs av Stefan Naglis 2001. Paracoeloglutus chilensis ingår i släktet Paracoeloglutus och familjen styltflugor. Inga underarter finns listade i Catalogue of Life.